# Barbara Luna (chanteuse)
Pour les articles homonymes, voir Barbara Luna et Luna.
Barbara Luna est une chanteuse argentine, née en 1970 à Roque Pérez, dans la province de Buenos Aires.

## Biographie
Sa carrière est propulsée par sa participation au célèbre festival itinérant WOMAD, initié par Peter Gabriel. Elle enchaine dans de plus grands grands festivals comme le Printemps de Bourges ou le Paléo Festival, mais aussi des endroits plus intimistes tels que le New Morning.
Sa musique s'inspire des origines amérindiennes et africaines de la musique traditionnelle argentine.

## Discographie
- 1998 : A la vida a la muerte - édité chez Mélodie Music
- 2001 : India Morena - édité chez Mélodie Music
- 2006 : Somos - édité chez Mélodie Music
- 2007 : Live à Athènes
- 2009 : Ruta Tres
- 2016 : Hijos del Sol